# Harald Ericsson
Harald Mauritz Ericsson, född 30 augusti 1826 i Ramsbergs bruk i Ramsbergs socken, Örebro län, död 5 februari 1894 i Stockholm, var en svensk bruksägare och riksdagsman.
Harald Ericsson var son till brukspatron Carl Ericsson. Han fick sin utbildning genom privatundervisning och som elev vid Hillska skolan på Barnängen 1838–1844 innan han året därpå blev student vid Uppsala universitet, där han 1847 avlade kameralexamen. 1849–1850 studerade han vid Bergsskolan i Falun innan han anställdes av fadern vid Ramsbergs bruk. Från 1858 var han arrendator av bruket.
Ericsson var ledamot av riksdagens första kammare 1884–1894 samt av andra kammaren 1867—69 och 1879—81.